# عبد الرحمن أبو بكر
عبد الرحمن أبو بكر (مواليد 3 أغسطس 1990) هو لاعب كرة قدم قطري محترف يجيد اللعب كمدافع.
لعب سابقاً في نادي الجيش ونادي قطر ونادي الخريطيات ونادي أم صلال.

## روابط خارجية
- عبد الرحمن أبو بكر على موقع ناشيونال فوتبول تيمز (الإنجليزية)
- عبد الرحمن أبو بكر على موقع Soccerway.com (الإنجليزية)